# Des Christs par milliers
Pour plus de détails, voir Fiche technique et Distribution.
Des Christs par milliers est un film français réalisé par Philippe Arthuys et sorti en 1969.

## Fiche technique
- Titre : Des Christs par milliers
- Réalisation : Philippe Arthuys
- Scénario : Philippe Arthuys
- Photographie : Raymond Letouzey et Georges Pessis
- Décors : Charles Finelli
- Son : Vartan Karakeusian
- Musique : Jean-Sébastien Bach
- Montage : Sylvie Blanc
- Production : Atelier 68 - Les Films de la Colombe - Les Productions de la Guéville - Madeleine Films
- Pays :  France
- Genre : Film dramatique
- Durée : 90 minutes
- Date de sortie (selon Imdb) : France - 22 avril 1969[1]

## Distribution
- Jean Vilar : Jean
- Danièle Delorme : Danièle
- Nadine Basile : Nadine
- Douchka : Marthe
- Pierre Tabard : Pierre
- Alain Dorval : Claude
- Richard Leduc : Jérôme

## Récompenses et distinctions
- Festival de Cannes 1970 (Quinzaine des réalisateurs)[2]
- Festival international du jeune cinéma de Hyères 1970[3]